# ولجه (استان غلیزان)
ولجه (به عربی: الولجة) یک شهرداری در الجزایر است که در استان غلیزان واقع شده‌است.